# Panzerjagd-Division Weichsel
Die Panzerjagd-Division Weichsel war ein Großverband des Heeres der deutschen Wehrmacht im Zweiten Weltkrieg.

## Divisionsgeschichte
Die Einheit wurde ab Ende Februar 1945 bis 1. März 1945 zunächst als Panzerjagd-Verband Weichsel (auch Heeres-Panzerjagd-Verband) aufgestellt. Der Verband sollte die Panzerjagd-Verbände in der Heeresgruppe Weichsel führen. Ende März 1945 wurde die Einheit dann in Panzerjagd-Division Weichsel umbenannt.
Die Division sollte den Einsatz der Panzerjagd-Brigaden, insbesondere hinter der Wotan-Stellung, koordinieren und wurde Ende April 1945 der 3. Panzerarmee unterstellt. Das Einsatzgebiet war westlich der Seelower Höhen. Der Verbleib des Verbandes ist unbekannt.

## Gliederung mit Aufstellungsort
- Panzerjagd-Brigade D (I., II. und III. Bataillon) im Raum Hangelsberg, Eggersdorf, Buchholz
- Panzerjagd-Brigade F (II. Bataillon) im Raum Prenzlau
- Panzerjagd-Brigade R(ußland) (III. Bataillon) im Raum Altlandsberg, Werneuchen
- Fallschirm-Panzerjagd-Brigade P(irat) (I., II. und III. Bataillon) im Raum Prötzel, Sternebeck, Reichenberg, Grunow
- Panzerjagd-Brigade M(?) im Raum Neustrelitz

## Kommandeur
- Oberst der Reserve Wilhelm-Ernst Freiherr Gedult von Jungenfeld